# Rush: A Disney–Pixar Adventure
Kinect Rush: A Disney-Pixar Adventure, mais tarde remasterizado como Rush: A Disney-Pixar Adventure, é um jogo eletrônico de plataforma de 2012 baseado em filmes da Pixar, lançado para Kinect no Xbox 360. Anunciado em 8 de março de 2012 e lançado no final daquele mês, o jogo é semelhante ao Kinect: Disneyland Adventures, mas os jogadores são levados pelos mundos de oito (mais tarde nove) dos filmes da Pixar: Up, Toy Story, Toy Story 2, Toy Story 3, Os Incríveis, Carros, Carros 2, e Ratatouille com o centro de jogos ambientado em um parque local.
Em agosto de 2017, na Gamescom 2017, a Microsoft anunciou que Rush: A Disney-Pixar Adventure (sem o nome Kinect) seria remasterizado e relançado para Xbox One e Microsoft Windows. A remasterização, lançada em 31 de outubro de 2017, suporta resolução 4K, visuais de alta faixa dinâmica, controles tradicionais ao lado do Kinect para Xbox One, aprimoramentos para Xbox One X e adiciona um novo mundo baseado no filme da Pixar de 2016, Procurando Dory.

## Jogabilidade
Em Rush: A Disney-Pixar Adventure, o jogador começa o jogo criando um avatar com o sensor Kinect. O avatar do jogador muda com base no filme da Pixar que está jogando, como um carro em Carros ou um super-herói em Os Incríveis. O jogo se passa na terceira pessoa e os níveis são uma tomada de ação e aventura. A maior parte da jogabilidade consiste em coletar moedas, obter uma pontuação alta e realizar tarefas específicas.

## Recepção
O agregador de críticas Metacritic deu ao jogo uma classificação de 68 em 100, o que indica "críticas mistas ou médias".
O revisor Steven Hopper, da IGN, deu ao jogo uma classificação de 6 em 10, dizendo que o jogo "certamente dará às crianças muito exercício", mas "problemas de controle tornam a experiência frustrante na melhor das hipóteses".